# فرودگاه اسپرینگهاوس
فرودگاه اسپرینگهاوس (به انگلیسی: Springhouse Airpark) یک فرودگاه همگانی است که یک باند فرود چمن دارد و طول باند آن ۱۴۶۳ متر است. این فرودگاه در کشور کانادا قرار دارد و در ارتفاع ۹۹۱ متری از سطح دریا واقع شده است.